# Bohnický hřbitov
Bohnický hřbitov se nachází v Praze v městské čtvrti Bohnice mezi ulicemi U Skalky a Dolákova. Založen byl za již nedostačující hřbitov u kostela svatého Petra a Pavla. Je podlouhlý, orientovaný ze západu na východ, vchod je z jižní strany. Rozlohu má 0,46 ha, hřbitovní kaple stojí uprostřed. Na hřbitově je 78 hrobek, 568 hrobů a 188 urnových hrobů (k roku 2021). K roku 1999 zde bylo evidováno 2040 pohřbených.
Pohřben zde byl bývalý starosta Bohnic Karel Vraný z barokního statku čp. 1 (zemřel 1907); velkostatkář v Tróji Alois Svoboda (zemřel 1929), který věnoval pozemek na zřízení pražské Zoologické zahradě; Quido Schwank, vládní rada zemského finančního ředitelství v.v. (zemřel 1951) a Quido Schwank, uznávaný stavební odborník, stavitel a nadační rada (zemřel 1998). Pohřben zde byl i historik, profesor Hugo Toman.
Bohnický hřbitov spravuje příspěvková organizace Hřbitovy a pohřební služby hl. m. Prahy, Hřbitovní správa Ďáblice.